# Carrarese Calcio 1908 1989-1990
Questa voce raccoglie le informazioni riguardanti la Carrarese Calcio 1908 nelle competizioni ufficiali della stagione 1989-1990.

## Rosa
| N. |                   | Ruolo | Calciatore             |
| -- | ----------------- | ----- | ---------------------- |
|    | Italia (bandiera) | D     | Gabriele Baraldi       |
|    | Italia (bandiera) | C     | Fabio Bellotti         |
|    | Italia (bandiera) | A     | Marco Bertelli         |
|    | Italia (bandiera) | C     | Andrea Del Bino        |
|    | Italia (bandiera) | A     | Marco Ferraris         |
|    | Italia (bandiera) | C     | Giorgio Figaia         |
|    | Italia (bandiera) | C     | Giancarlo Fiordisaggio |
|    | Italia (bandiera) | C     | Stefano Furlan         |
|    | Italia (bandiera) | D     | Cristiano Giaretta     |
|    | Italia (bandiera) | C     | Giacomo Lazzini        |
|    | Italia (bandiera) | P     | Paolo Mancini          |

| N. |                   | Ruolo | Calciatore           |
| -- | ----------------- | ----- | -------------------- |
|    | Italia (bandiera) | P     | Gianmatteo Mareggini |
|    | Italia (bandiera) | D     | Emiliano Mosti       |
|    | Italia (bandiera) | A     | Andrea Pasquini      |
|    | Italia (bandiera) | A     | Giovanni Picasso     |
|    | Italia (bandiera) | A     | Andrea Pistella      |
|    | Italia (bandiera) | C     | Renzo Redomi         |
|    | Italia (bandiera) | D     | Luca Rivi            |
|    | Italia (bandiera) |       | Uscidda              |
|    | Italia (bandiera) | D     | Arturo Vianello      |
|    | Italia (bandiera) | D     | Viero Vignoli        |
|    | Italia (bandiera) | D     | Paolo Vitaloni       |
|    | Italia (bandiera) | D     | Michele Paolini      |

## Risultati

### Campionato

#### Girone di andata
| 17 settembre 1989 1ª giornata | Alessandria | 0 – 0 | Carrarese |  |

| 24 settembre 1989 2ª giornata | Carrarese | 1 – 1 | Carpi |  |

| 1º ottobre 1989 3ª giornata | Carrarese | 1 – 1 | Piacenza |  |

| 8 ottobre 1989 4ª giornata | Montevarchi | 1 – 1 | Carrarese |  |

| 15 ottobre 1989 5ª giornata | Carrarese | 1 – 2 | Venezia |  |

| 22 ottobre 1989 6ª giornata | Spezia | 1 – 2 | Carrarese |  |

| 29 ottobre 1989 7ª giornata | Carrarese | 0 – 0 | Modena |  |

| 5 novembre 1989 8ª giornata | Casale | 0 – 0 | Carrarese |  |

| 12 novembre 1989 9ª giornata | Carrarese | 1 – 0 | Derthona |  |

| 19 novembre 1989 10ª giornata | Mantova | 1 – 0 | Carrarese |  |

| 26 novembre 1989 11ª giornata | Carrarese | 1 – 0 | Arezzo |  |

| 3 dicembre 1989 12ª giornata | Lucchese | 2 – 0 | Carrarese |  |

| 10 dicembre 1989 13ª giornata | Carrarese | 1 – 1 | Chievo |  |

| 17 dicembre 1989 14ª giornata | Lanerossi Vicenza | 0 – 0 | Carrarese |  |

| 30 dicembre 1989 15ª giornata | Prato | 1 – 0 | Carrarese |  |

| 7 gennaio 1990 16ª giornata | Carrarese | 1 – 1 | Empoli |  |

| 14 gennaio 1990 17ª giornata | Trento | 0 – 0 | Carrarese |  |

#### Girone di ritorno
| 28 gennaio 1990 18ª giornata | Carrarese | 0 – 0 | Alessandria |  |

| 4 febbraio 1990 19ª giornata | Carpi | 0 – 0 | Carrarese |  |

| 11 febbraio 1990 20ª giornata | Piacenza | 1 – 0 | Carrarese |  |

| 18 febbraio 1990 21ª giornata | Carrarese | 2 – 0 | Montevarchi |  |

| 4 marzo 1990 22ª giornata | Venezia | 0 – 0 | Carrarese |  |

| 11 marzo 1990 23ª giornata | Carrarese | 2 – 1 | Spezia |  |

| 18 marzo 1990 24ª giornata | Modena | 1 – 0 | Carrarese |  |

| 25 marzo 1990 25ª giornata | Carrarese | 1 – 1 | Casale |  |

| 1º aprile 1990 26ª giornata | Derthona | 0 – 1 | Carrarese |  |

| 8 aprile 1990 27ª giornata | Carrarese | 0 – 0 | Mantova |  |

| 14 aprile 1990 28ª giornata | Arezzo | 0 – 0 | Carrarese |  |

| 29 aprile 1990 29ª giornata | Carrarese | 1 – 1 | Lucchese |  |

| 6 maggio 1990 30ª giornata | Chievo | 1 – 2 | Carrarese |  |

| 13 maggio 1990 31ª giornata | Carrarese | 1 – 0 | Lanerossi Vicenza |  |

| 20 maggio 1990 32ª giornata | Carrarese | 1 – 1 | Prato |  |

| 27 maggio 1990 33ª giornata | Empoli | 0 – 0 | Carrarese |  |

| 3 giugno 1990 34ª giornata | Carrarese | 0 – 1 | Trento |  |